# Đồng dao
Đồng dao là thơ ca dân gian truyền miệng của trẻ em Việt Nam dùng để hát khi đi làm đồng, làm ruộng. Đồng dao bao gồm nhiều loại: các bài hát, câu hát trẻ em, lời hát trong các trò chơi, bài hát ru em Thường gặp nhất là các bài đồng dao gắn liền với các trò chơi trẻ em. , đồng dao trong các trò chơi trẻ em ở các vùng miền đều khá giống nhau ở nội dung, chỉ khác một vài tiếng địa phương.
Dựa trên các trích dẫn từ Dương Quảng Hàm, Tô Ngọc Thanh và Từ điển tiếng Việt, đồng dao có thể được định nghĩa như sau:
- Là những bài hát của trẻ em, không có chương khúc, thường kèm theo trò chơi và có thể có hoặc không có làn điệu âm nhạc.
- Là một thể loại của văn học dân gian, thuộc phương thức biểu đạt tự sự bằng văn vần, gồm phần lời của những bài hát dân gian trẻ em.
- Là sự kết hợp văn hóa - văn nghệ dân gian, bao gồm ba yếu tố: trò chơi, lời ca văn vẻ, làn điệu âm nhạc.[1]